# Liber Quiñones
Liber Daniel Quiñones Prieto (ur. 11 lutego 1985 w Montevideo) – urugwajski piłkarz występujący na pozycji napastnika, obecnie zawodnik meksykańskiego Veracruz.

## Kariera klubowa
Quiñones pochodzi ze stołecznego miasta Montevideo i grę w piłkę rozpoczynał jako kilkulatek w drużynie futbolu pięcioosobowego o nazwie Maúa del Prado. W późniejszym czasie został zawodnikiem zespołu Defensor Sporting, gdzie przeszedł wszystkie szczeble w akademii juniorskiej, jednak nie zdołał zadebiutować w seniorskiej ekipie i profesjonalną karierę rozpoczynał jako dwudziestolatek w drugoligowym Racing Club de Montevideo. W sezonie 2007/2008 triumfował z nim w Segunda División i dzięki temu wywalczył awans do najwyższej klasy rozgrywkowej. W urugwajskiej Primera División zadebiutował 24 sierpnia 2008 w zremisowanym 1:1 spotkaniu z River Plate i już w tym samym meczu strzelił swojego premierowego gola w pierwszej lidze. Już w swoim pierwszym sezonie na pierwszym szczeblu, 2008/2009, zdobył tytuł króla strzelców ligi urugwajskiej z dwunastoma bramkami na koncie, zostając pierwszym piłkarzem w historii, który zdołał osiągnąć ten sukces w barwach Racingu.
Latem 2010 Quiñones na zasadzie sześciomiesięcznego wypożyczenia zasilił chilijski zespół Cobreloa z siedzibą w mieście Calama. W tamtejszej Primera División zadebiutował 22 sierpnia 2010 w zremisowanym 1:1 pojedynku z Audax Italiano, jednak przez cały swój pobyt w Cobreloi pełnił głównie rolę rezerwowego i ani razu nie wpisał się na listę strzelców. W lipcu 2011 udał się na kolejne wypożyczenie, tym razem do argentyńskiego drugoligowca Gimnasia y Esgrima La Plata, gdzie z kolei spędził rok, jednak również nie potrafił wywalczyć sobie miejsca w wyjściowym składzie i nie osiągnął większych sukcesów. Po kolejnym powrocie do Racingu wciąż pełnił rolę kluczowego piłkarza i najlepszego strzelca drużyny, co w połowie 2013 roku zaowocowało transferem do wyżej notowanego zespołu ze stolicy, Danubio FC. Tam jako podstawowy zawodnik i najskuteczniejszy piłkarz triumfował w jesiennej fazie Apertura.
W styczniu 2014 Quiñones został piłkarzem meksykańskiego Tiburones Rojos de Veracruz, w tamtejszej Liga MX debiutując 11 stycznia 2014 w wygranej 2:1 konfrontacji z Atlante. W tym samym meczu zdobył także swoją pierwszą bramkę w lidze meksykańskiej.
| Sezon     | Klub                        | Kraj      | Rozgrywki          | Mecze | Bramki |
| --------- | --------------------------- | --------- | ------------------ | ----- | ------ |
| 2005      | Racing Club de Montevideo   | Urugwaj   | Segunda División   |       | 4      |
| 2006      | Racing Club de Montevideo   | Urugwaj   | Segunda División   |       | 0      |
| 2006/2007 | Racing Club de Montevideo   | Urugwaj   | Segunda División   |       | 3      |
| 2007/2008 | Racing Club de Montevideo   | Urugwaj   | Segunda División   |       | 11     |
| 2008/2009 | Racing Club de Montevideo   | Urugwaj   | Primera División   |       | 12     |
| 2009/2010 | Racing Club de Montevideo   | Urugwaj   | Primera División   | 20    | 3      |
| 2010      | Cobreloa                    | Chile     | Primera División   | 8     | 0      |
| 2010/2011 | Racing Club de Montevideo   | Urugwaj   | Primera División   | 13    | 8      |
| 2011/2012 | Gimnasia y Esgrima La Plata | Argentyna | Primera B Nacional | 9     | 1      |
| 2012/2013 | Racing Club de Montevideo   | Urugwaj   | Primera División   | 28    | 15     |
| 2013/2014 | Danubio FC                  | Urugwaj   | Primera División   | 15    | 8      |
| 2013/2014 | Tiburones Rojos de Veracruz | Meksyk    | Liga MX            | 11    | 3      |